# Euroligue féminine de basket-ball 2010-2011
Navigation
Saison précédente Saison suivante
L’Euroligue féminine est une compétition de basket-ball féminin rassemblant les meilleurs clubs d’Europe. La saison 2010-2011 met aux prises 24 équipes de douze pays différents.

## Équipes participantes et groupes
La désignation des 24 équipes participant à la compétition se fait de la manière suivante :
- 21 clubs sont désignés en fonction d'un classement des nations et des clubs ;
- une place est réservée au champion de l'édition précédente, le Spartak région de Moscou ;
- les deux dernières places sont des wild card.

De plus aucune nation ne peut avoir plus de trois équipes.
Quatre nations présentent trois clubs : l'Espagne, la France, la Pologne et la Russie.
Quatre nations présentent deux clubs : l'Italie, la Hongrie, la Turquie et la Tchéquie.
Quatre nations présentent un club : la Slovaquie, la Lettonie, la Lituanie et la Croatie.

## Premier tour

### Groupe A
| Rang | Équipe              | Pts | J  | G | P | Pp  | Pc  | Diff |  | Résultats (dom.\ext.) |       |       |       |       |       |       |
| ---- | ------------------- | --- | -- | - | - | --- | --- | ---- |  | --------------------- | ----- | ----- | ----- | ----- | ----- | ----- |
| 1    | Taranto Cras Basket | 18  | 10 | 8 | 2 | 658 | 571 | 87   |  | Taranto Cras Basket   |       | 63-57 | 74-59 | 68-40 | 79-67 | 56-42 |
| 2    | Wisła Cracovie      | 17  | 10 | 7 | 3 | 691 | 620 | 71   |  | Wisła Cracovie        | 57-58 |       | 66-61 | 70-68 | 65-47 | 89-48 |
| 3    | Good Angels Košice  | 15  | 10 | 5 | 5 | 699 | 641 | 58   |  | Good Angels Košice    | 64-71 | 68-73 |       | 75-57 | 76-57 | 70-48 |
| 4    | MiZo Pécs 2010      | 15  | 10 | 5 | 5 | 618 | 651 | -33  |  | MiZo Pécs 2010        | 72-58 | 57-67 | 75-72 |       | 58-70 | 66-60 |
| 5    | USO Mondeville      | 14  | 10 | 4 | 6 | 637 | 663 | -26  |  | USO Mondeville        | 64-59 | 76-65 | 60-77 | 62-66 |       | 84-63 |
| 6    | TTT Riga            | 11  | 10 | 1 | 9 | 548 | 705 | -157 |  | TTT Riga              | 49-72 | 74-82 | 60-77 | 49-59 | 55-50 |       |

### Groupe B
| Rang | Équipe                 | Pts | J  | G  | P | Pp  | Pc  | Diff |  | Résultats (dom.\ext.)  |       |       |       |       |        |        |
| ---- | ---------------------- | --- | -- | -- | - | --- | --- | ---- |  | ---------------------- | ----- | ----- | ----- | ----- | ------ | ------ |
| 1    | Fenerbahçe İstanbul    | 20  | 10 | 10 | 0 | 891 | 754 | 137  |  | Fenerbahçe İstanbul    |       | 82-75 | 79-77 | 89-72 | 109-92 | 107-84 |
| 2    | UMMC Iekaterinbourg    | 18  | 10 | 8  | 2 | 783 | 664 | 119  |  | UMMC Iekaterinbourg    | 67-73 |       | 68-60 | 80-61 | 77-63  | 86-68  |
| 3    | Rivas Ecópolis         | 15  | 10 | 5  | 5 | 738 | 768 | -30  |  | Rivas Ecópolis         | 82-91 | 54-76 |       | 79-74 | 99-89  | 70-65  |
| 4    | MKB Euroleasing Sopron | 14  | 10 | 4  | 6 | 768 | 771 | -3   |  | MKB Euroleasing Sopron | 81-92 | 68-87 | 82-52 |       | 82-68  | 88-76  |
| 5    | Gospić CO              | 12  | 10 | 2  | 8 | 787 | 889 | -102 |  | Gospić CO              | 60-92 | 73-87 | 75-92 | 81-78 |        | 98-83  |
| 6    | Lotos Gdynia           | 11  | 10 | 1  | 9 | 728 | 849 | -121 |  | Lotos Gdynia           | 64-77 | 62-80 | 69-73 | 67-82 | 90-88  |        |

### Groupe C
| Rang | Équipe                    | Pts | J  | G | P | Pp  | Pc  | Diff |  | Résultats (dom.\ext.)     |       |       |       |       |       |       |
| ---- | ------------------------- | --- | -- | - | - | --- | --- | ---- |  | ------------------------- | ----- | ----- | ----- | ----- | ----- | ----- |
| 1    | Halcón Avenida Salamanque | 18  | 10 | 8 | 2 | 777 | 645 | 132  |  | Halcón Avenida Salamanque |       | 75-64 | 93-65 | 86-59 | 75-55 | 87-49 |
| 2    | Spartak Moscou            | 16  | 10 | 6 | 4 | 771 | 636 | 135  |  | Spartak Moscou            | 72-60 |       | 85-54 | 66-40 | 85-52 | 87-55 |
| 3    | USK Prague                | 15  | 10 | 5 | 5 | 735 | 724 | 11   |  | USK Prague                | 65-66 | 73-72 |       | 85-56 | 87-60 | 78-58 |
| 4    | Galatasaray İstanbul      | 14  | 10 | 4 | 6 | 694 | 754 | -60  |  | Galatasaray İstanbul      | 64-81 | 85-83 | 81-69 |       | 82-58 | 84-68 |
| 5    | VIČI-Aistės Kaunas        | 14  | 10 | 4 | 6 | 680 | 788 | -108 |  | VIČI-Aistės Kaunas        | 80-77 | 81-79 | 72-83 | 91-86 |       | 72-71 |
| 6    | Tarbes Gespe Bigorre      | 13  | 10 | 3 | 7 | 646 | 756 | -110 |  | Tarbes Gespe Bigorre      | 72-77 | 61-78 | 81-77 | 68-57 | 63-59 |       |

- Pour Galatasaray İstanbul - Spartak Moscou, le score était de 77-77 avant la prolongation.
- Pour VIČI-Aistės Kaunas - Halcón Avenida Salamanque, le score était de 70-70 avant la prolongation.

### Groupe D
| Rang | Équipe              | Pts | J  | G | P | Pp  | Pc  | Diff |  | Résultats (dom.\ext.) |       |       |       |       |       |       |
| ---- | ------------------- | --- | -- | - | - | --- | --- | ---- |  | --------------------- | ----- | ----- | ----- | ----- | ----- | ----- |
| 1    | Ros Casares Valence | 18  | 10 | 8 | 2 | 754 | 606 | 148  |  | Ros Casares Valence   |       | 74-47 | 65-51 | 82-87 | 60-53 | 82-74 |
| 2    | Bourges Basket      | 17  | 10 | 7 | 3 | 676 | 631 | 45   |  | Bourges Basket        | 58-53 |       | 70-50 | 82-72 | 57-50 | 77-60 |
| 3    | Famila Schio        | 16  | 10 | 6 | 4 | 683 | 648 | 35   |  | Famila Schio          | 67-76 | 77-68 |       | 74-66 | 79-66 | 89-44 |
| 4    | Nadejda Orenbourg   | 15  | 10 | 5 | 5 | 713 | 666 | 47   |  | Nadejda Orenbourg     | 68-76 | 66-64 | 56-54 |       | 89-37 | 75-59 |
| 5    | PWSZ Gorzów         | 12  | 10 | 2 | 8 | 607 | 736 | -129 |  | PWSZ Gorzów           | 52-86 | 65-86 | 70-74 | 76-73 |       | 74-61 |
| 6    | Frisco SIKA Brno    | 12  | 10 | 2 | 8 | 609 | 755 | -146 |  | Frisco SIKA Brno      | 49-98 | 62-67 | 67-68 | 62-61 | 71-64 |       |

- Pour Famila Schio - Bourges Basket, le score était de 60-60 avant la prolongation.
- Pour Frisco SIKA Brno - PWSZ Gorzów, le score était de 58-58 avant la prolongation.

## Phase finale

### Équipes qualifiées
À l'issue de ce premier tour, un classement est établi en fonction de critères pour déterminer les rencontres du tour suivant. Ces critères sont: le nombre de points marqué lors du premier tour. Les équipes à égalité sont ensuite départagées par un ratio  points marqués-points encaissés.
| Rang | Club                      | Victoire | Défaite | V / D | Points marqués | Points encaissés | PM / PC |
| ---- | ------------------------- | -------- | ------- | ----- | -------------- | ---------------- | ------- |
| 1    | Fenerbahçe İstanbul       | 10       | 0       | 1     | 891            | 754              | 1,1817  |
| 2    | Ros Casares Valence       | 8        | 2       | 0,8   | 754            | 606              | 1,2442  |
| 3    | Halcón Avenida Salamanque | 8        | 2       | 0,8   | 777            | 645              | 1,2047  |
| 4    | UMMC Iekaterinbourg       | 8        | 2       | 0,8   | 783            | 664              | 1,1792  |
| 5    | Taranto Cras Basket       | 8        | 2       | 0,8   | 658            | 571              | 1,1524  |
| 6    | Wisła Cracovie            | 7        | 3       | 0,7   | 691            | 620              | 1,1145  |
| 7    | Bourges Basket            | 7        | 3       | 0,7   | 676            | 631              | 1,0713  |
| 8    | Spartak Moscou            | 6        | 4       | 0,6   | 771            | 636              | 1,2123  |
| 9    | Famila Schio              | 6        | 4       | 0,6   | 683            | 648              | 1,0540  |
| 10   | Good Angels Košice        | 5        | 5       | 0,5   | 699            | 641              | 1,0905  |
| 11   | Nadejda Orenbourg         | 5        | 5       | 0,5   | 713            | 666              | 1,0706  |
| 12   | USK Prague                | 5        | 5       | 0,5   | 735            | 724              | 1,0152  |
| 13   | Rivas Ecópolis            | 5        | 5       | 0,5   | 738            | 768              | 0,9609  |
| 14   | MiZo Pécs 2010            | 5        | 5       | 0,5   | 618            | 651              | 0,9493  |
| 15   | MKB Euroleasing Sopron    | 4        | 6       | 0,4   | 768            | 771              | 0,9961  |
| 16   | Galatasaray İstanbul      | 4        | 6       | 0,4   | 694            | 754              | 0,9204  |

### Tableau final
Les huitièmes de finale se déroule sous la forme d'une série au meilleur des trois matchs. L'équipe la mieux classée dispute le premier match à domicile puis se déplace chez son adversaire lors de la seconde rencontre. Si nécessaire, une manche décisive se dispute chez la première équipe. Les matchs ont lieu le 1e, le 4 et si nécessaire le 9 février.

Les quarts de finale se déroulent sur le même principe. Les matchs ont lieu le 22 février, le 25 février et si nécessaire le 2 mars.
Il est à noter qu'il ne peut y avoir au maximum que 2 clubs d'un même pays au Final Four car le règlement fait que si une nation présente plus de trois clubs nationaux en quart de finale, ils s'affrontent entre eux (les deux plus mauvais clubs de la première phase s'il y a 3 clubs nationaux, le meilleur club contre le plus mauvais, et le 2e contre le 3e s'il y a 4 clubs nationaux) .
Le Final Four se déroule à Iekaterinbourg en Russie. Cette décision est annoncée par la FIBA Europe le 7 mars 2011.
Les demi-finales et finales (pour la 3e place et pour le titre) ont lieu sur un match sec respectivement les 8 et 10 avril.
|  | Huitièmes de finale           | Huitièmes de finale                      |                           |                                           | Quarts de finale       | Quarts de finale |  |  | Demi-finales                             | Demi-finales                             |  |  | Finale                                    | Finale                                    |
|  | Huitièmes de finale           | Huitièmes de finale                      |                           |                                           | Quarts de finale       | Quarts de finale |  |  | Demi-finales                             | Demi-finales                             |  |  | Finale                                    | Finale                                    |
|  |                               |                                          |                           |                                           |                        |                  |  |  |                                          |                                          |  |  |                                           |                                           |
|  |                               |                                          |                           |                                           |                        |                  |  |  | 8 avril, DIVS Sport Hall, Iekaterinbourg | 8 avril, DIVS Sport Hall, Iekaterinbourg |  |  | 10 avril, DIVS Sport Hall, Iekaterinbourg | 10 avril, DIVS Sport Hall, Iekaterinbourg |
|  |                               |                                          |                           |                                           |                        |                  |  |  | 8 avril, DIVS Sport Hall, Iekaterinbourg | 8 avril, DIVS Sport Hall, Iekaterinbourg |  |  | 10 avril, DIVS Sport Hall, Iekaterinbourg | 10 avril, DIVS Sport Hall, Iekaterinbourg |
|  | (1) Fenerbahçe İstanbul       | 77 \| 73                                 |                           |                                           |                        |                  |  |  | 8 avril, DIVS Sport Hall, Iekaterinbourg | 8 avril, DIVS Sport Hall, Iekaterinbourg |  |  | 10 avril, DIVS Sport Hall, Iekaterinbourg | 10 avril, DIVS Sport Hall, Iekaterinbourg |
|  | (1) Fenerbahçe İstanbul       | 77 \| 73                                 |                           |                                           |                        |                  |  |  | 8 avril, DIVS Sport Hall, Iekaterinbourg | 8 avril, DIVS Sport Hall, Iekaterinbourg |  |  | 10 avril, DIVS Sport Hall, Iekaterinbourg | 10 avril, DIVS Sport Hall, Iekaterinbourg |
|  | (16) Galatasaray İstanbul     | 58 \| 51                                 |                           |                                           |                        |                  |  |  | 8 avril, DIVS Sport Hall, Iekaterinbourg | 8 avril, DIVS Sport Hall, Iekaterinbourg |  |  | 10 avril, DIVS Sport Hall, Iekaterinbourg | 10 avril, DIVS Sport Hall, Iekaterinbourg |
|  | (16) Galatasaray İstanbul     | 58 \| 51                                 | Fenerbahçe İstanbul       | 78 \| 56                                  |                        |                  |  |  | 8 avril, DIVS Sport Hall, Iekaterinbourg | 8 avril, DIVS Sport Hall, Iekaterinbourg |  |  | 10 avril, DIVS Sport Hall, Iekaterinbourg | 10 avril, DIVS Sport Hall, Iekaterinbourg |
|  |                               |                                          | Fenerbahçe İstanbul       | 78 \| 56                                  |                        |                  |  |  | 8 avril, DIVS Sport Hall, Iekaterinbourg | 8 avril, DIVS Sport Hall, Iekaterinbourg |  |  | 10 avril, DIVS Sport Hall, Iekaterinbourg | 10 avril, DIVS Sport Hall, Iekaterinbourg |
|  |                               | Spartak Moscou                           | 86 \| 74                  |                                           |                        |                  |  |  | 8 avril, DIVS Sport Hall, Iekaterinbourg | 8 avril, DIVS Sport Hall, Iekaterinbourg |  |  | 10 avril, DIVS Sport Hall, Iekaterinbourg | 10 avril, DIVS Sport Hall, Iekaterinbourg |
|  | (8) Spartak Moscou            | Spartak Moscou                           | 86 \| 74                  | 65 \| 64 \| 69                            |                        |                  |  |  | 8 avril, DIVS Sport Hall, Iekaterinbourg | 8 avril, DIVS Sport Hall, Iekaterinbourg |  |  | 10 avril, DIVS Sport Hall, Iekaterinbourg | 10 avril, DIVS Sport Hall, Iekaterinbourg |
|  | (8) Spartak Moscou            |                                          |                           | 65 \| 64 \| 69                            |                        |                  |  |  | 8 avril, DIVS Sport Hall, Iekaterinbourg | 8 avril, DIVS Sport Hall, Iekaterinbourg |  |  | 10 avril, DIVS Sport Hall, Iekaterinbourg | 10 avril, DIVS Sport Hall, Iekaterinbourg |
|  | (9) Famila Schio              | 60 \| 66 \| 63                           |                           |                                           |                        |                  |  |  | 8 avril, DIVS Sport Hall, Iekaterinbourg | 8 avril, DIVS Sport Hall, Iekaterinbourg |  |  | 10 avril, DIVS Sport Hall, Iekaterinbourg | 10 avril, DIVS Sport Hall, Iekaterinbourg |
|  | (9) Famila Schio              | 60 \| 66 \| 63                           | Spartak Moscou            | 54                                        |                        |                  |  |  |                                          |                                          |  |  | 10 avril, DIVS Sport Hall, Iekaterinbourg | 10 avril, DIVS Sport Hall, Iekaterinbourg |
|  |                               |                                          | Spartak Moscou            | 54                                        |                        |                  |  |  |                                          |                                          |  |  | 10 avril, DIVS Sport Hall, Iekaterinbourg | 10 avril, DIVS Sport Hall, Iekaterinbourg |
|  |                               | UMMC Iekaterinbourg                      | 43                        |                                           |                        |                  |  |  |                                          |                                          |  |  | 10 avril, DIVS Sport Hall, Iekaterinbourg | 10 avril, DIVS Sport Hall, Iekaterinbourg |
|  | (4) UMMC Iekaterinbourg       | UMMC Iekaterinbourg                      | 43                        | 63 \| 83                                  |                        |                  |  |  |                                          |                                          |  |  | 10 avril, DIVS Sport Hall, Iekaterinbourg | 10 avril, DIVS Sport Hall, Iekaterinbourg |
|  | (4) UMMC Iekaterinbourg       | 8 avril, DIVS Sport Hall, Iekaterinbourg |                           | 63 \| 83                                  |                        |                  |  |  |                                          |                                          |  |  | 10 avril, DIVS Sport Hall, Iekaterinbourg | 10 avril, DIVS Sport Hall, Iekaterinbourg |
|  | (13) Rivas Ecópolis           | 58 \| 74                                 |                           |                                           |                        |                  |  |  |                                          |                                          |  |  | 10 avril, DIVS Sport Hall, Iekaterinbourg | 10 avril, DIVS Sport Hall, Iekaterinbourg |
|  | (13) Rivas Ecópolis           | 58 \| 74                                 | UMMC Iekaterinbourg       | 68 \| 74                                  |                        |                  |  |  |                                          |                                          |  |  | 10 avril, DIVS Sport Hall, Iekaterinbourg | 10 avril, DIVS Sport Hall, Iekaterinbourg |
|  |                               |                                          | UMMC Iekaterinbourg       | 68 \| 74                                  |                        |                  |  |  |                                          |                                          |  |  | 10 avril, DIVS Sport Hall, Iekaterinbourg | 10 avril, DIVS Sport Hall, Iekaterinbourg |
|  |                               | Taranto Cras Basket                      | 51 \| 32                  |                                           |                        |                  |  |  |                                          |                                          |  |  | 10 avril, DIVS Sport Hall, Iekaterinbourg | 10 avril, DIVS Sport Hall, Iekaterinbourg |
|  | (5) Taranto Cras Basket       | Taranto Cras Basket                      | 51 \| 32                  | 56 \| 75 \| 83                            |                        |                  |  |  |                                          |                                          |  |  | 10 avril, DIVS Sport Hall, Iekaterinbourg | 10 avril, DIVS Sport Hall, Iekaterinbourg |
|  | (5) Taranto Cras Basket       |                                          |                           | 56 \| 75 \| 83                            |                        |                  |  |  |                                          |                                          |  |  | 10 avril, DIVS Sport Hall, Iekaterinbourg | 10 avril, DIVS Sport Hall, Iekaterinbourg |
|  | (12) USK Prague               | 73 \| 73 \| 49                           |                           |                                           |                        |                  |  |  |                                          |                                          |  |  | 10 avril, DIVS Sport Hall, Iekaterinbourg | 10 avril, DIVS Sport Hall, Iekaterinbourg |
|  | (12) USK Prague               | 73 \| 73 \| 49                           | Spartak Moscou            | 59                                        |                        |                  |  |  |                                          |                                          |  |  |                                           |                                           |
|  |                               |                                          | Spartak Moscou            | 59                                        |                        |                  |  |  |                                          |                                          |  |  |                                           |                                           |
|  |                               | Halcón Avenida Salamanque                | 68                        |                                           |                        |                  |  |  |                                          |                                          |  |  |                                           |                                           |
|  | (2) Ros Casares Valence       | Halcón Avenida Salamanque                | 68                        | 84 \| 70 \| 86                            |                        |                  |  |  |                                          |                                          |  |  |                                           |                                           |
|  | (2) Ros Casares Valence       |                                          |                           | 84 \| 70 \| 86                            |                        |                  |  |  |                                          |                                          |  |  |                                           |                                           |
|  | (15) MKB Euroleasing Sopron   | 56 \| 72 \| 63                           |                           |                                           |                        |                  |  |  |                                          |                                          |  |  |                                           |                                           |
|  | (15) MKB Euroleasing Sopron   | 56 \| 72 \| 63                           | Ros Casares Valence       | 65 \| 63                                  |                        |                  |  |  |                                          |                                          |  |  |                                           |                                           |
|  |                               |                                          | Ros Casares Valence       | 65 \| 63                                  |                        |                  |  |  |                                          |                                          |  |  |                                           |                                           |
|  |                               | Bourges Basket                           | 58 \| 58                  |                                           |                        |                  |  |  |                                          |                                          |  |  |                                           |                                           |
|  | (7) Bourges Basket            | Bourges Basket                           | 58 \| 58                  | 76 \| 54 \| 79                            |                        |                  |  |  |                                          |                                          |  |  |                                           |                                           |
|  | (7) Bourges Basket            |                                          |                           | 76 \| 54 \| 79                            |                        |                  |  |  |                                          |                                          |  |  |                                           |                                           |
|  | (10) Good Angels Košice       | 68 \| 61 \| 68                           |                           |                                           |                        |                  |  |  |                                          |                                          |  |  |                                           |                                           |
|  | (10) Good Angels Košice       | 68 \| 61 \| 68                           | Ros Casares Valence       | 49                                        |                        |                  |  |  |                                          |                                          |  |  |                                           |                                           |
|  |                               |                                          | Ros Casares Valence       | 49                                        |                        |                  |  |  |                                          |                                          |  |  |                                           |                                           |
|  |                               | Halcón Avenida Salamanque                | 61                        |                                           |                        |                  |  |  |                                          |                                          |  |  |                                           |                                           |
|  | (3) Halcón Avenida Salamanque | Halcón Avenida Salamanque                | 61                        | 76 \| 73                                  |                        |                  |  |  |                                          |                                          |  |  |                                           |                                           |
|  | (3) Halcón Avenida Salamanque |                                          |                           | 76 \| 73                                  |                        |                  |  |  |                                          |                                          |  |  |                                           |                                           |
|  | (14) MiZo Pécs 2010           | 60 \| 66                                 |                           | Match pour la 3e place                    | Match pour la 3e place |                  |  |  |                                          |                                          |  |  |                                           |                                           |
|  | (14) MiZo Pécs 2010           | 60 \| 66                                 | Halcón Avenida Salamanque | Match pour la 3e place                    | Match pour la 3e place | 87 \| 72         |  |  |                                          |                                          |  |  |                                           |                                           |
|  |                               |                                          | Halcón Avenida Salamanque | 10 avril, DIVS Sport Hall, Iekaterinbourg |                        | 87 \| 72         |  |  |                                          |                                          |  |  |                                           |                                           |
|  |                               | Wisła Cracovie                           | 70 \| 60                  |                                           |                        |                  |  |  |                                          |                                          |  |  |                                           |                                           |
|  | (6) Wisła Cracovie            | Wisła Cracovie                           | 70 \| 60                  | 75 \| 72                                  | UMMC Iekaterinbourg    | 64               |  |  |                                          |                                          |  |  |                                           |                                           |
|  | (6) Wisła Cracovie            |                                          |                           | 75 \| 72                                  | UMMC Iekaterinbourg    | 64               |  |  |                                          |                                          |  |  |                                           |                                           |
|  | (11) Nadejda Orenbourg        | 70 \| 63                                 |                           | Ros Casares Valence                       | 52                     |                  |  |  |                                          |                                          |  |  |                                           |                                           |
|  | (11) Nadejda Orenbourg        | 70 \| 63                                 |                           | Ros Casares Valence                       | 52                     |                  |  |  |                                          |                                          |  |  |                                           |                                           |

## Récompenses individuelles
De nombreuses récompenses sont délivrées de manière individuelle tout au long de la saison. Lors de chaque journée disputée, la joueuse ayant la meilleure évaluation est nommée MVP. 

### MVP par journée

#### Saison régulière
| Journée | Joueur           | Équipe                   |
| ------- | ---------------- | ------------------------ |
| 1       | Penny Taylor     | Fenerbahçe               |
| 2       | Diana Taurasi    | Fenerbahçe               |
| 3       | Monica Wright    | Lotos Gdynia             |
| 4       | Erin Phillips    | Wisła Cracovie           |
| 5       | Eva Vítečková    | USK Prague               |
| 6       | Lauren Jackson   | Spartak région de Moscou |
| 7       | DeWanna Bonner   | Rivas Ecópolis           |
| 8       | Angel McCoughtry | MKB Euroleasing Sopron   |
| 9       | Tina Charles     | Nadejda Orenbourg        |
| 10      | Katie Douglas    | Ros Casares Valence      |

#### Phase finale
| Journée | Joueur             | Équipe              |
| ------- | ------------------ | ------------------- |
| H1      | Tina Charles       | Nadejda Orenbourg   |
| H2      | Rebekkah Brunson   | Ros Casares Valence |
| H3      | Stylianí Kaltsídou | Bourges Basket      |
| QF1     | Nevriye Yılmaz     | Fenerbahçe          |
| QF2     | Katie Douglas      | Ros Casares Valence |

## All-Star Game
La rencontre a lieu le 8 mars 2011 à Gdynia en Pologne.
Les premiers cinq des deux équipes, une sélection européenne et une sélection du reste du monde, sont désignés par un vote sur internet clôturé le 31 janvier 2011. Ce vote annoncé le 3 février désigne : Céline Dumerc, Alba Torrens, Amaya Valdemoro, Sandrine Gruda et Sancho Lyttle pour la sélection européenne et Monica Wright, Seimone Augustus, Angel McCoughtry, Candice Dupree et Sylvia Fowles pour le reste du monde.
Les remplaçantes sont annoncées le 7 février tandis que les entraîneurs et leurs assistants sont désignés le 10 février. 
| Sélection européenne - Cinq de départ Céline Dumerc (UMMC Iekaterinbourg) Alba Torrens (Halcón Avenida Salamanque) Amaya Valdemoro (Rivas Ecópolis) Sandrine Gruda (UMMC Iekaterinbourg) Sancho Lyttle (Halcón Avenida Salamanque) - Remplaçantes Alena Lewtchanka (Wisła Cracovie) Ewelina Kobryn (Wisła Cracovie) Eva Vítečková (USK Prague) Justyna Zurowska (PWSZ Gorzów) Liron Cohen (Famila Schio) Hana Horáková (Fenerbahçe İstanbul) Elīna Babkina (Lotos Gdynia) - Entraîneur Yórgos Dikeoulákos (Lotos Gdynia) - Assistant José I. Hernández (Wisła Cracovie) |  | Reste du monde - Cinq de départ Monica Wright (Lotos Gdynia) Seimone Augustus (Galatasaray İstanbul) Angel McCoughtry (Fenerbahçe İstanbul) Candice Dupree (Good Angels Košice) Sylvia Fowles (Galatasaray İstanbul) - Remplaçantes Rebekkah Brunson (Ros Casares Valence) Tina Charles (Nadejda Orenbourg) Megan Mahoney (Taranto Cras Basket) Catherine Joens (Bourges Basket) DeWanna Bonner (Rivas Ecópolis) Sue Bird (Spartak région de Moscou) Allie Quigley (MiZo Pécs 2010) - Entraîneur László Rátgéber (Fenerbahçe Istanbul) - Assistant Gundars Vētra (UMMC Iekaterinbourg) |

## Sources et références
1. ↑  [PDF] « EuroLeague Women » (consulté le 10 avril 2010)
2. 1 2  (en) « Eighth-Final Play-Off Pairings Set », sur fibaeurope.com, 19 janvier 2011 (consulté le 21 janvier 2011)
3. ↑  (en) « Competition system », sur fibaeurope.com
4. ↑  (en) « Ekaterinbourg will host the final four », 7 mars 2011
5. ↑   (en) « Fenerbahçe light up EuroLeague Women with a victory in Spain », sur womensbasketball-in-france.com (consulté le 28 novembre 2010)
6. ↑   (en) « Diana Taurasi Captures EuroLeague Player of the Week Honors », sur euroleague.net, 5 novembre 2010 (consulté le 28 novembre 2010)
7. ↑   (en) « Monica Wright Is Player Of The Week », sur fibaeurope.com, 12 novembre 2010 (consulté le 28 novembre 2010)
8. ↑   (en) « Erin Phillips Earns Player Of The Week Award », sur fibaeurope.com, 18 novembre 2010 (consulté le 28 novembre 2010)
9. ↑   (en) « Eva Viteckova Is Player Of The Week », sur fibaeurope.com, 26 novembre 2010 (consulté le 28 novembre 2010)
10. ↑   (en) « Lauren Jackson Is Player Of The Week », sur fibaeurope.com, 2 décembre 2010 (consulté le 4 décembre 2010)
11. ↑   (en) « DeWanna Bonner Is Player Of The Week », sur fibaeurope.com, 10 décembre 2010 (consulté le 25 décembre 2010)
12. ↑   (en) « Angel Mc McCoughtry Is Player Of The Week », sur fibaeurope.com, 17 décembre 2010 (consulté le 25 décembre 2010)
13. ↑   (en) « Tina Charles Brings Home Player Of The Week Award », sur fibaeurope.com, 14 janvier 2011 (consulté le 18 janvier 2011)
14. ↑   (en) « Katie Douglas Is Player Of The Week », sur fibaeurope.com, 21 janvier 2011 (consulté le 21 janvier 2011)
15. ↑   (en) « Tina Charles Is Player Of The Round », sur fibaeurope.com, 2 février 2011 (consulté le 2 février 2011)
16. ↑   (en) « Rebekkah Brunson Is Player Of The Round », sur fibaeurope.com, 5 février 2011 (consulté le 5 février 2011)
17. ↑   (en) « Stylianí Kaltsídou Is Player Of The Round », sur fibaeurope.com, 10 février 2011 (consulté le 10 février 2011)
18. ↑   (en) « Yilmaz is quarter-finals Game 1 MVP », sur fibaeurope.com, 23 février 2011 (consulté le 23 février 2011)
19. ↑   (en) « Katie Douglad is quarter-finals Game 2 MVP », sur fibaeurope.com, 26 février 2011 (consulté le 26 février 2011)
20. ↑  (en) « All-star Game starters announced », sur fibaeurope.com, 3 février 2011 (consulté le 9 février 2011)
21. ↑  (en) « All-star Game subs announced », sur fibaeurope.com, 7 février 2011 (consulté le 9 février 2011)
22. ↑  (en) « All-star Game coaches announced », sur fibaeurope.com, 10 février 2011 (consulté le 10 février 2011)